# Бубек
Бубек (фр. Bousbecque) насеље је и општина у североисточној Француској у региону Север-Па д Кале, у департману Север која припада префектури Лил.
По подацима из 2011. године у општини је живело 4700 становника, а густина насељености је износила 729,81 становника/km². Општина се простире на површини од 6,44 km². Налази се на средњој надморској висини од 19 метара (максималној 48 m, а минималној 11 m).

## Демографија
| 1962. | 1968. | 1975. | 1982. | 1990. | 1999. | 2011. |
| ----- | ----- | ----- | ----- | ----- | ----- | ----- |
| 3.254 | 3.345 | 3.446 | 3.914 | 3.912 | 4.157 | 4.700 |

График промене броја становника у току последњих година